# Reichsstraße 117
Die Reichsstraße 117 (R 117) war bis 1945 eine Staatsstraße des Deutschen Reichs. Sie begann in Haynau (heute Chojnów) an der R 115 und verlief von dort in nordöstlicher Richtung nach Lüben (heute Lubin), kreuzte die R 5 und führte weiter nach Steinau (heute Ścinawa). Nach der Oder-Querung folgten Wohlau (heute Wołów) und Trebnitz (heute Trzebnica) mit der Kreuzung der R 116. Anschließend änderte die Straße die Richtung nach Südosten und traf auf Oels (heute Oleśnica) mit Kreuzung der R 6. Nach den Orten Namslau (heute Namysłów), Kreuzburg (heute Kluczbork), Rosenberg (heute Olesno) schwenkte die Straße nach Süden. Es folgten die Orte Guttentag (heute Dobrodzien), Zawadzki (1936 in Andreashütte umbenannt, heute Zawadzkie) und Peiskretscham (heute Pyskowice). Nach der Kreuzung mit der R 5 und endete die Reichsstraße 117 in Gleiwitz (heute Gliwice).
Ihre Gesamtlänge betrug rund 260 Kilometer.